# داش‌کسن (چاراویماق)
داش‌کسن یکی از روستاهای استان آذربایجان شرقی است که در دهستان چاراویماق جنوب غربی بخش مرکزی شهرستان چاراویماق واقع شده‌است.این روستا ۳۷ نفر جمعیت دارد.